# Alexander Gerasimov
Alexander Mikhailovich Gerasimov (12 de agosto de 1881 – 23 de julho de 1963), em russo:  Александр Михайлович Герасимов, foi um pintor russo. 

## Biografia
Desde 1925, tornou-se um membro da Associação de Artistas da Rússia Revolucionária. Suas pinturas a partir deste período são os principais episódios da Revolução de Outubro, sendo os mais conhecidos: Lenin na tribuna (de 1930) e Depois da chuva (1935).
Entre 1947 e 1957, Gerasimov é o chefe da União dos Artistas da URSS e da Academia de Belas Artes da União Soviética; ele tornou-se um dos principais defensores do realismo socialista na arte e será especialmente conhecido por seus retratos de Josef Stalin (de quem ele foi o pintor favorito) e outros líderes soviéticos.
Ele ganhou quatro Prêmio Stalin, entre eles o Prêmio Stalin de primeiro grau em 1941 por Stalin e Voroshilov no Kremlin (1938), em 1943 por o Hino de Outubro (1942) e, em 1946, por Retrato de um grupo de artistas dos mais velhos (1944).
Ele morreu em Moscou e foi enterrado no cemitério de Novodevitchi.